# أرش جونسون
أرش جونسون (بالإنجليزية: Arch Johnson) هو ممثل أمريكي، ولد في 14 مارس 1922 في منيابولس في الولايات المتحدة، وتوفي في 9 أكتوبر 1997 في سنو هيل في الولايات المتحدة بسبب سرطان.

## أعمال

### أفلام
- (1956) هناك شخص ما يعجب بي
- (1973) اللدغة
- (1978) قصة بدي هولي

## وصلات خارجية
- أرش جونسون على موقع IMDb (الإنجليزية)
- أرش جونسون على موقع أول موفي (الإنجليزية)
- أرش جونسون على موقع قاعدة بيانات برودواي على الإنترنت (الإنجليزية)
- أرش جونسون على موقع قاعدة بيانات الفيلم (الإنجليزية)